# Cabernet Moravia

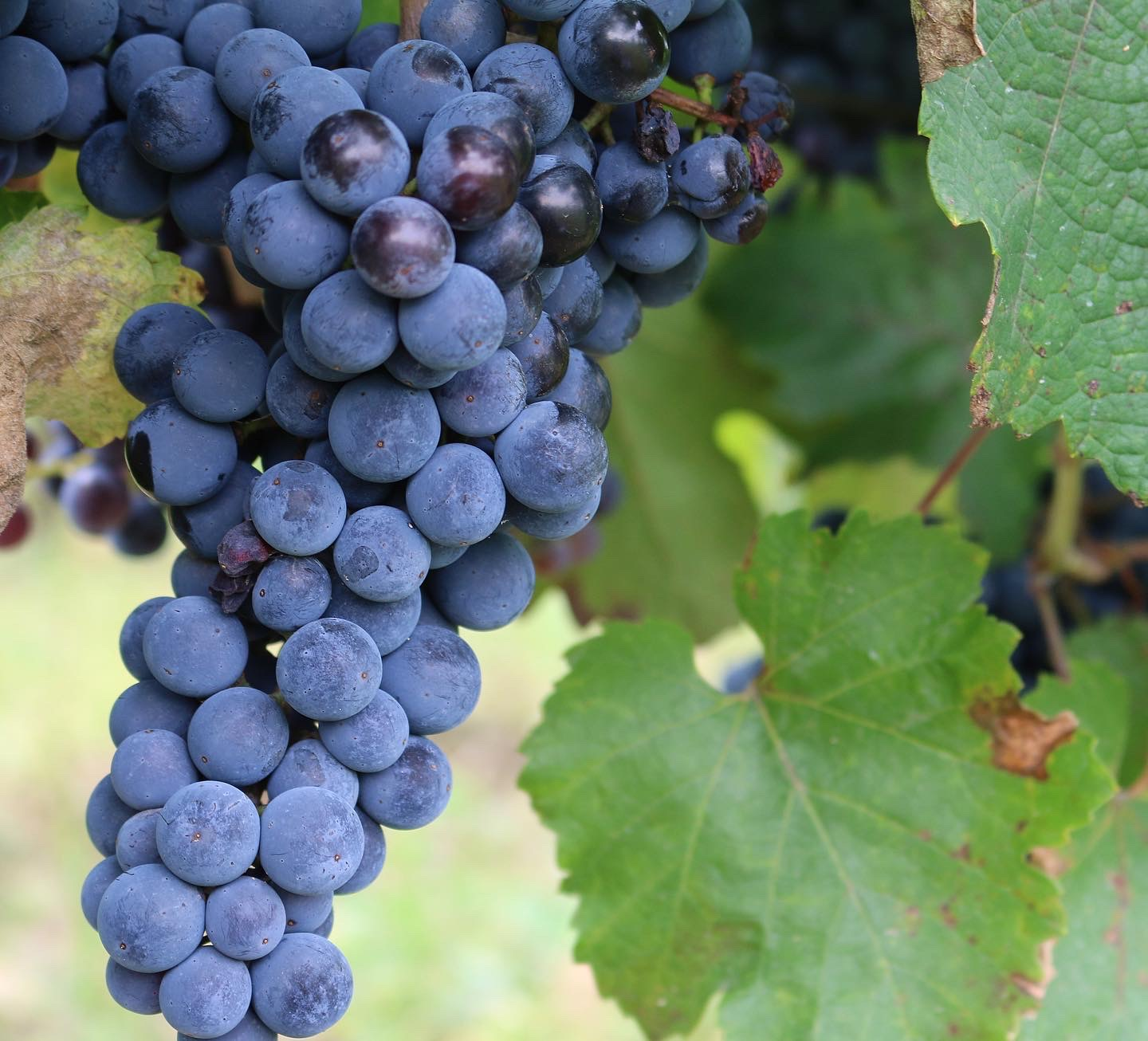
Vinné hrozny Cabernet Moravia

Cabernet Moravia (zkratka CM) je moštová odrůda révy vinné (Vitis vinifera), určená k výrobě červených vín, která byla vyšlechtěna v České republice, kříženec odrůd Zweigeltrebe a Cabernet Franc.
Cabernet Franc je středně pozdní moštová odrůda, původní „kabernetová“ odrůda z regionu Bordeaux, která je úzce příbuzná s volně rostoucí révou lesní Vitis vinifera ssp. sylvestris a vznikla patrně její selekcí. Podílela se na vzniku takových odrůd, jako například Cabernet Sauvignon, Merlot či Carménère, ale i v současné době je pro svou kvalitu používána při šlechtění nových odrůd, u nás například ještě odrůdy Erilon. Kvalitní víno Cabernet Franc vyniká v mládí granátovou barvou, která při zrání tmavne. Je typické výraznou plností, vůní malin, někdy i fialek, a jasným zábleskem černého rybízu a ovocnosti. Vína z teplých zámořských regionů spojují malinový nádech s marmeládově širokou chutí.

## Popis
Cabernet Moravia je jednou z odrůd révy vinné (Vitis vinifera), což je jednodomá dřevitá pnoucí liána dorůstající v kultuře až několika metrů. Kmen tloušťky až několik centimetrů je pokryt světlou borkou, která se loupe v pruzích. Úponky umožňují této rostlině pnout se po tvrdých předmětech. Růst je střední až bujný s polovzpřímenými letorosty.
List je středně velký až velký, tmavozelený, tvar čepele je okrouhlý, tří- až pětilaločnatý s mělkými horními bočními výkroji. Vrchní strana čepele listu je středně až silně puchýřnatá, hluboce síťovitě vrásčitá, spodní je hustě chlupatá. Řapíkový výkroj je lyrovitý, otevřený až s překrytými cípy, řapík je dlouhý, hladký, nafialovělý. Některé listy (stejně jako listy odrůd Cabernet Sauvignon a Chardonnay) mají první dva hlavní listové nervy, ohraničující řapíkový výkroj, holé, bez listového pletiva.
Oboupohlavní pětičetné květy v hroznovitých květenstvích jsou žlutozelené, samosprašné. Plodem je středně velká, kulatá bobule s voskovým povlakem. Barva bobule je tmavomodrá až modročerná, dužnina je bez zbarvení, rozplývavá, kabernetové chuti. Množství barviva ve slupce je vysoké i v horších letech nebo při velkých úrodách. Hrozen je středně velký (150 g), kuželovitý, středně hustý až hustý, rozvětvený, s dlouhou stopkou.

## Původ a rozšíření
Cabernet Moravia je moštová odrůda vinné révy (Vitis vinifera), která vznikla křížením odrůd Zweigeltrebe a Cabernet Franc. Je to první odrůda kabernetového typu, vyšlechtěná v České republice. Šlechtitelem a udržovatelem odrůdy je Lubomír Glos z Moravské Nové Vsi, odrůda je právně chráněna. Jedná se o pozdně dozrávající, výnosnou odrůdu, která je odolná proti plísni šedé (Botrytis cinerea). Křížení bylo provedeno v roce 1975, první sklizeň hroznů na většině semenáčků byla v roce 1979. Z nich se ukázal jako nejzajímavější semenáček M-43, a to jak po stránce pěstitelské, tak po stránce kvality hroznů i vyrobeného vzorku vína. Na základě těchto výsledků došlo k namnožení semenáčku a k jeho vysazování na další stanoviště. Pracovní název odrůdy je M-43, místně se používá název Kabernet Moravia.
Do Státní odrůdové knihy České republiky byla odrůda zapsána v roce 2001. Na Slovensku registrovaná není. Ve vinařské oblasti Morava se poměrně rychle rozšířila, pěstuje se v okolí Brna, v Mutěnicích, na Bzenecku, v Podluží i ve Slovácké vinařské podoblasti. Celkově byla v roce 2010 vysazena na 212 hektarech. Podíl vinic s touto odrůdou v České republice roku 2010 činil 1,2 %. Průměrné stáří vinic bylo v roce 2010 asi 10 roků.

## Pěstování
Cabernet Moravia je vitální a velmi plodná pozdní odrůda. Doporučuje se pro ni střední i vysoké vedení a užší spon. Nejvhodnější a také nejúčelnější je řez na jeden kmínek a jeden tažeň. Odrůda má velkou autoregulační schopnost, čím kratší řez provádíme, tím jsou hrozny větší a také jejich počet je na letorostech vyšší a dochází k podstatnému zvětšení bobulí. Proto je vhodné tento systém doplnit redukcí počtu hroznů nebo jejich půlením v době zaměkání.
Použití podnože závisí na půdním typu. Do těžších půd se doporučují málo vzrůstné podnože, pro vysoké vedení je vhodná silnější vzrůstná podnož, obecně vyhovují SO-4, T 5C, 125 AA a Cr 2. Plodnost je výborná a pravidelná. K výrobě vysoce jakostních vín je třeba objem sklizně snižovat. Výnos hroznů bývá vysoký, cca 5,89 kg/keř, respektive 9-16 t/ha. Průměrná cukernatost bývá 17-19,5° NM při obsahu kyselin 7-9,5 g/1. Z nejlepších stanovišť odrůda poskytuje při současné redukci násady hroznů i vysoce ceněná přívlastková vína (až ledové víno).

### Fenologie
Doba rašení oček a doba květu je raná. Zrání hroznů je velmi pozdní, sklizňové zralosti dosahují hrozny ve druhé polovině října.

### Choroby a škůdci
Proti napadení houbovými chorobami je odrůda méně odolná až středně odolná, citlivá je zejména na plíseň révovou (Plasmopara viticola), proti poškození mrazy je středně odolná.

### Poloha a půdy
Vyžaduje velmi dobré, pro dosažení přívlastkových kvalit pak jen ty nejlepší a nejteplejší polohy jižní Moravy, na půdy ale nemá zvláštní požadavky. Ideální jsou svahovité pozemky s intenzívním slunečním svitem a zároveň dostatečně záhřevné. Nemá ráda vyloženě suché půdy, převlhčené také nejsou moc vhodné, kvůli následné nízké kvalitě úrody. Nejlépe vyhovují hlinité a hlinitopísčité, chudší a sušší půdy, kde sklizně nejsou tak vysoké.

## Víno
Kvalita vína bývá dosti rozdílná podle hektarových výnosů, doby sklizně, polohy, kde byly hrozny vypěstovány a technologie zpracování. Aromatické složky vína jsou velmi podobné vínům odrůdy Cabernet Franc a podstatně se mění, jak hrozen vyzrává. Z počátku zrání hroznů jsou trávovité, často připomínající zelené makovice, pak přecházejí přes vůni paprik k vůni, připomínající borůvky a černý rybíz. Víno vyrobené z dobře vyzrálých hroznů bývá velmi barevné, má nižší kyseliny a jemné třísloviny. U konzumentů nachází stále větší oblibu. Pokud vína mají možnost zrát na sudu, podstatně se zvyšuje jejich kvalita a prodlužuje uchovatelnost.
Při výrobě jakostních vín je cílem dosáhnout vysoce barevného, jemně aromatického vína s hladkou kyselinou a jemnými tříslovinami. Volí se většinou kratší doba macerace (5-7 dní) za optimálních teplotních podmínek (25-28 °C), kdy dochází k rychlé extrakci barviv a aromatických látek a zároveň nižšímu uvolňování hrubých taninů. Pro přívlastky se volí macerace delší, až 21 dní. Následnou jablečně-mléčnou fermentací dochází k zjemnění chutě a k harmonizaci vína, stává se velmi plné, hebké, s dobře strukturovanými tříslovinami a s dlouhou dochutí. Víno takto vyrobené je vhodné k delšímu ležení a zrání v sudech a na láhvi. Víno má tmavou granátovou barvu. Zráním vína se stupňuje jeho plnost i harmonie. Je vhodné i pro školení v dubových sudech typu barrique.
Je-li technologie dobře zvládnuta a hrozny dostatečně vyzrálé, patří Cabernet Moravia ke špičkovým moravským červeným vínům. Typická vína jsou tmavě granátová, s jemnými kabernetovými tóny černého rybízu ve vůni i v chuti, které doplňuje aroma třešní, višní, tabáku či marmelády. Víno je mohutné s dlouhou dochutí a lahvově zralé je hebce sametové. U mladých vín bývá tříslovinka ostřejší až agresívní.

### Stolování
Víno se podává k masitým jídlům s kořeněnými omáčkami, k tmavým či uzeným masům a k tučným či tvrdým sýrům.

### Multimédia
- Ing. Radek Sotolář : Multimediální atlas podnožových, moštových a stolních odrůd révy, Mendelova zemědělská a lesnická univerzita Brno, zahradnická fakulta v Lednici
- Martin Šimek : Encyklopédie všemožnejch odrůd révy vinné z celýho světa s přihlédnutím k těm, co již ouplně vymizely, 2008-2012